# Отводы
Отводы — средство обеспечения объективности и беспристрастности процесса судебного разбирательства, а также дознания и предварительного следствия в уголовном, гражданском, административном, арбитражном и других отраслях права.
Отвод заключается в просьбе об отстранении судьи, арбитражного судьи, эксперта или переводчика, прокурора, следователя, и других официальных лиц судебного процесса от выполнения возложенных на них функций в данном деле.
Отвод какому-либо лицу может быть заявлен в связи с его личной, прямой или косвенной заинтересованностью в исходе дела (например: по причине родства с одним из участников дела или предыдущего участия в деле в другом процессуальном статусе), в связи с иными обстоятельствами, вызывающими сомнение в его беспристрастности, и по особым причинам, предусмотренным законодательством (например, отвод эксперта или специалиста на основании сомнения в его компетентности).
В разных видах судопроизводства круг участников процесса, которым может быть заявлен отвод, а также круг участников процесса, которые имеют право заявить отвод может отличаться. Как правило, отвод может заявляться судьей, обвинителем, защитником, а также подсудимым, потерпевшим, гражданским истцом, гражданским ответчиком, или представителями последних. Отвод в некоторых случаях может быть заявлен самому себе, например — самоотвод судьи.

## В России
В российском уголовном процессе отвод заявляется и разрешается в соответствии с главой 9 УПК РФ «Обстоятельства, исключающие участие в уголовном судопроизводстве».
В гражданском процессе отводы рассматриваются в соответствии с главой 2 ГПК РФ — «Состав суда. Отводы».